# 매직 쿼드런트
매직 쿼드런트(Magic Quadrant, MQ)는 IT 컨설팅 회사 인 Gartner가 방향, 성숙도 및 참가자와 같은 시장 동향을 입증하기 위해 독점적인 질적 데이터 분석 방법에 의존하는 시장 조사 보고서로 발행된 시리즈이다. 그들의 분석은 몇몇 특정한 기술 산업을 위해 실행되고 1-2년마다 새롭게 갱신된다.